# 시모쓰정
시모쓰정(下津町)은 와카야마현 가이소군에 설치되었던 정이다.
2005년 4월 1일 - 북쪽에 접한 가이난시와 합병해 신 가이난시가 되었다.
합병하고 나서도 구 정역은 하이난시 시모쓰 정이 되고 있다.옛 시모쓰 정사무소는 현재 해남시 시모쓰 행정국으로 인계되고 있다.

## 지리
기이 수도에 접해 정역의 대부분을 차지하는 산간부가 해안에 육박하고 있다.

## 역사
- 1889년 4월 1일 - 정촌제 시행과 함께 합병전의 정역인 시모쓰촌이 성립하였다.
- 1896년 4월 1일 - 시모쓰군의 소속인 가이소군으로 변경되었다.
- 1938년 6월 1일 - 정으로 승격하였다.
- 1955년 2월 1일 - 오사키정, 시모쓰촌, 가모촌, 니기촌과 합병해 새로운 시모쓰정이 성립하였다. 구 오사키 동사무소에 동사무소를 설치하였다.
- 2005년 4월 1일 - 가이난시와 합병해 새로운 가이난시가 성립하였다. 동일 시모쓰정은 폐지되었다.

## 교통

### 철도
- 서일본 여객철도 기세이 본선

### 도로
- 국도 42호선